# Abbas Tahan
Abbas Mohammadtaher Tahan (pers. عباس طحان; ur. 1 lutego 1989) – irański zapaśnik walczący w stylu wolnym. Zajął piąte miejsce na mistrzostwach świata w 2015. Brązowy medalista uniwersyteckich mistrzostw świata w 2012. Pierwszy w Pucharze Świata w 2016 i dziesiąty w 2011 i 2012 roku.